# Росенбор (замък)
Замъкът Росенбор (на датски: Rosenborg Slot) е замък от Ренесанса, намиращ се в Копенхаген, Дания. Замъкът е първоначално построен като лятна къща в провинцията през 1606 г. Росенбор е един от многото архитектурни проекти на Кристиян IV Датски. Стилът на сградата е Холандски ренесанс, типичен за датските сгради от този период. Бил е разширяван многократно, като завършения си вид придобива през 1624 г. Архитектите Ханс Ван Стенвинкел-младши и Бертел Ленге са свързани и със структурното планиране на замъка.

## История
Замъкът Росенбор е използван от датски регенти, като кралска резиденция до 1710 г. След царуването на Фредерик IV Датски, замъкът е бил използван като кралска резиденция само два пъти и то по спешност. Първият път е когато замакът Кристиансборг изгаря през 1794 г. Вторият път е по време на битката в Копенхаген от 1801 г., когато британци нападат Копенхаген.

## Архитектура

### Дългата зала
Дългата зала е разположена на третия етаж. Тя е завършена през 1624 г. и първоначалното ѝ предназначение е за балове. Около 1700 г. е използвана като кралска приемна за банкети. След това не е използвана до втората половина на 19 век, когато става „Рицарската зала“.
Кристиян IV Датски обзавежда залата частично с дванадесет гоблени, изобразяващи победите на краля в Сконската война. Таванът с циментова замазка е от 18 век. Той показва герба на Дания заобиколен с Ордена на Слона и Кръста на Даннеборг. По стените са изобразени различни сцени от исторически събития от първите години от царуването на Фредерик IV Датски, включително освобождението на крепостните селяни.
Основната атракция в замъка Росенборг е столът за коронации на абсолютистките царе и трона на кралицата, в три сребърни лъвове в предната му част. В Дългата зала също така се помещава голяма колекция от сребърни мебели, като повече от тях са от 17 век.

## Колекция Росенбор
Замъкът е отворен за публични посещения за туристи, като там се помещава музейната експозиция „Царската колекция“, артефакти, обхващащи датската култура от края на 16 век, Кристиян IV Датски, до 19 век. Част от предметите са принадлежали на хора от аристокрацията. В днешни дни замъкът е държавна собственост и е отворен за посещения през 1838 г.
Специален интерес за туристите представлява колекцията от кралски бижута и облекла, намираща се в замъка. Килимът за коронации, както и тронът на Дания също се намират в замъка. През летния период градината пред замъка е пълна с цъфтящи цветя.

## Градина
Замъкът се намира в Конгс Хауе (Кралската градина), известна още като Градина към замъка Росенбор. Градината около замъка Росенбор е най-старата кралска градина в провинцията и е построена малко преди да започнат строителните работи по замъка. Днес тя е популярно място за хората в Копенхаген и привлича 2,5 милиона посетители всяка година. До замъка се намира кралският гарнизон, който го охранява.

## Галерия
- Основната фасада
- Гледка от запад
- Дясна фасада
- Задната част на замъка
- Короната на крал Кристиян IV.
- Държавата на Дания